# Trophée de France 2023
Navigation
Édition précédente Édition suivante
Le Trophée de France est une compétition internationale de patinage artistique qui se déroule en France au cours de l'automne. Il accueille des patineurs amateurs de niveau senior dans quatre catégories : simple messieurs, simple dames, couple artistique et danse sur glace. En 2023, il s'appelle également Grand Prix de France.
Le trente-sixième Trophée de France est organisé du 3 au 5 novembre 2023 au IceParc de Angers. Il est la troisième compétition du Grand Prix ISU senior de la saison 2023/2024.
Depuis le 1er mars 2022, l'Union internationale de patinage interdit aux patineurs artistiques et aux officiels de la fédération de Russie et de la Biélorussie de participer et d'assister à toutes les compétitions internationales en raison de l'invasion russe de l'Ukraine le 24 février 2022. Les athlètes russes et biélorusses ne peuvent donc participer à aucune épreuve du Grand Prix ISU 2023-2024, pour la deuxième année consécutive.

## Résultats

### Messieurs
| Rang | Nom                  | Pays       | Points | Programme court | Programme court | Programme libre | Programme libre |
| ---- | -------------------- | ---------- | ------ | --------------- | --------------- | --------------- | --------------- |
| 1    | Adam Siao Him Fa     | France     | 306.78 | 2               | 101.07          | 1               | 205.71          |
| 2    | Ilia Malinin         | États-Unis | 304.68 | 1               | 101.58          | 2               | 203.10          |
| 3    | Yuma Kagiyama        | Japon      | 273.14 | 3               | 97.91           | 4               | 175.23          |
| 4    | Lukas Britschgi      | Suisse     | 263.43 | 4               | 86.94           | 3               | 176.49          |
| 5    | Camden Pulkinen      | États-Unis | 230.84 | 6               | 83.44           | 7               | 147.40          |
| 6    | Luc Economides       | France     | 230.74 | 9               | 76.99           | 5               | 153.75          |
| 7    | Stephen Gogolev      | Canada     | 228.74 | 5               | 86.14           | 10              | 142.60          |
| 8    | Jin Boyang           | Chine      | 226.79 | 7               | 81.43           | 8               | 145.36          |
| 9    | Landry Le May        | France     | 219.04 | 11              | 71.20           | 6               | 147.84          |
| 10   | Koshiro Shimada      | Japon      | 217.18 | 8               | 79.30           | 11              | 137.88          |
| 11   | Nikolaj Memola       | Italie     | 214.63 | 12              | 70.92           | 9               | 143.71          |
| 12   | Takeru Amine Kataise | Japon      | 212.75 | 10              | 76.27           | 12              | 136.48          |

### Dames
| Rang | Nom                | Pays         | Points | Programme court | Programme court | Programme libre | Programme libre |
| ---- | ------------------ | ------------ | ------ | --------------- | --------------- | --------------- | --------------- |
| 1    | Isabeau Levito     | États-Unis   | 203.22 | 1               | 71.83           | 3               | 131.39          |
| 2    | Nina Pinzarrone    | Belgique     | 198.80 | 4               | 65.74           | 2               | 133.06          |
| 3    | Rion Sumiyoshi     | Japon        | 197.76 | 5               | 61.72           | 1               | 136.04          |
| 4    | Lee Hae-in         | Corée du Sud | 190.96 | 3               | 66.30           | 5               | 124.66          |
| 5    | Wakaba Higuchi     | Japon        | 190.02 | 6               | 60.29           | 4               | 129.73          |
| 6    | Anastasia Gubanova | Géorgie      | 187.66 | 2               | 66.73           | 7               | 120.93          |
| 7    | Léa Serna          | France       | 180.77 | 8               | 58.75           | 6               | 122.02          |
| 8    | Lorine Schild      | France       | 179.11 | 7               | 58.80           | 8               | 120.31          |
| 9    | Mone Chiba         | Japon        | 164.76 | 9               | 56.59           | 10              | 108.17          |
| 10   | Kimmy Repond       | Suisse       | 164.63 | 10              | 50.64           | 9               | 113.99          |
| 11   | Maïa Mazzara       | France       | 137.44 | 11              | 45.03           | 11              | 92.41           |
| 12   | Janna Jyrkinen     | Finlande     | 125.92 | 12              | 39.57           | 12              | 86.35           |

### Couples
| Rang    | Nom                                      | Pays       | Points | Programme court | Programme court | Programme libre | Programme libre |
| ------- | ---------------------------------------- | ---------- | ------ | --------------- | --------------- | --------------- | --------------- |
| 1       | Lia Pereira / Trennt Michaud             | Canada     | 194.67 | 1               | 65.97           | 1               | 128.70          |
| 2       | Sara Conti / Niccolò Macii               | Italie     | 189.46 | 2               | 65.31           | 2               | 124.15          |
| 3       | Camille Mendoza / Pavel Kovalev          | France     | 172.88 | 3               | 59.04           | 3               | 113.84          |
| 4       | Valentina Plazas / Maximiliano Fernandez | États-Unis | 168.20 | 4               | 58.46           | 4               | 109.74          |
| 5       | Océane Piegad / Denys Strekalin          | France     | 153.81 | 7               | 52.83           | 5               | 100.98          |
| 6       | Anna Valesi / Manuel Piazza              | Italie     | 150.57 | 6               | 53.95           | 6               | 96.62           |
| 7       | Oxana Vouillamoz / Flavien Giniaux       | France     | 141.57 | 8               | 51.56           | 7               | 90.01           |
| Abandon | Ellie Kam / Daniel O'Shea                | États-Unis |        | 5               | 54.75           |                 |                 |

### Danse sur glace
| Rang | Nom                                          | Pays         | Points | Danse rythmique | Danse rythmique | Danse libre | Danse libre |
| ---- | -------------------------------------------- | ------------ | ------ | --------------- | --------------- | ----------- | ----------- |
| 1    | Charlène Guignard / Marco Fabbri             | Italie       | 214.54 | 1               | 86.62           | 1           | 127.92      |
| 2    | Laurence Fournier Beaudry / Nikolaj Sørensen | Canada       | 205.15 | 2               | 80.98           | 2           | 124.17      |
| 3    | Evgeniia Lopareva / Geoffrey Brissaud        | France       | 190.82 | 3               | 76.95           | 3           | 113.87      |
| 4    | Christina Carreira / Anthony Ponomarenko     | États-Unis   | 186.70 | 4               | 72.94           | 4           | 113.76      |
| 5    | Marie-Jade Lauriault / Romain Le Gac         | Canada       | 182.61 | 5               | 70.48           | 5           | 112.13      |
| 6    | Hannah Lim / Ye Quan                         | Corée du Sud | 173.85 | 8               | 67.14           | 6           | 106.71      |
| 7    | Marie Dupayage / Thomas Nabais               | France       | 167.62 | 7               | 68.20           | 8           | 99.42       |
| 8    | Olivia Smart / Tim Dieck                     | Espagne      | 166.58 | 6               | 69.91           | 9           | 96.67       |
| 9    | Lorraine McNamara / Anton Spiridonov         | États-Unis   | 164.25 | 9               | 64.77           | 7           | 99.48       |
| 10   | Natacha Lagouge / Arnaud Caffa               | France       | 154.67 | 10              | 60.24           | 10          | 94.43       |

## Source
- Résultats du Grand Prix de France 2023 sur le site de l'ISU